# Лехляйтнер, Франц
Франц Лехля́йтнер (нем. Franz Lechleitner; 11 сентября 1963, Цамс) — австрийский саночник, выступал за сборную Австрии в 1980-х годах. Участник двух зимних Олимпийских игр, призёр и участник многих международных турниров.

## Биография
Франц Лехляйтнер родился 11 сентября 1963 года в Цамсе. В молодости переехал в расположенную поблизости коммуну Имст и присоединился к местному одноимённому саночному клубу. Первого серьёзного успеха в санном спорте добился в возрасте шестнадцати лет, когда в двойках завоевал серебряную медаль на юниорском чемпионате Европы в польской Крынице. В том же сезоне дебютировал на взрослом первенстве мира, на санно-бобслейной трассе в немецком Кёнигсзе закрыл десятку сильнейших зачёта двухместных саней. Несмотря на хорошие результаты, Лехляйтнер долго не мог пробиться в основной состав национальной сборной и вынужден был выступать на второстепенных молодёжных турнирах. Так, в 1980 году на молодёжном чемпионате Европы в шведском Хаммарстранде он был четвёртым среди одиночек и шестым среди двоек, год спустя на младшем европейском первенстве в Блюденце занял в тех же дисциплинах двадцать шестое и десятое места.
В 1982 году Лехляйтнер достойно выступил на молодёжном чемпионате мира в американском Лейк-Плэсиде, в двойках показал пятое время, тогда как в одиночках выиграл бронзу — эти результаты позволили вернуться в главную австрийскую команду для участия в крупнейших международных чемпионатах. На взрослом чемпионате Европы 1984 года в итальянской Вальдаоре он финишировал восьмым в программе парных саней, в общем зачёте Кубка мира расположился среди двоек на шестой строке. Благодаря череде удачных выступлений удостоился права защищать честь страны на зимних Олимпийских играх 1984 года в Сараево, вместе со своим партнёром Гюнтером Леммерером был близок к призовым позициям, по итогам двух попыток стал пятым.
После Олимпиады Лехляйтнер продолжил выступать на самом высоком уровне, хотя выиграть медаль на крупных турнирах ему так и не удалось. В 1985 году он участвовал в зачёте двоек чемпионата мира в немецком Оберхофе, вынужден был довольствоваться одиннадцатым местом. Три года спустя в одиночках финишировал семнадцатым на чемпионате Европы в Кёнигсзе, позже прошёл квалификацию на Олимпийские игры 1988 года в Калгари — на пару с Герхардом Зандбихлером занял в зачёте двухместных экипажей двенадцатое место. Вскоре после этих олимпийских соревнований Франц Лехляйтнер принял решение завершить карьеру профессионального спортсмена, уступив место в сборной молодым австрийским саночникам.